# マリア・ヨーゼファ・フォン・エスターライヒ (1699-1757)
マリア・ヨーゼファ・フォン・エスターライヒ（ドイツ語名：Maria Josepha von Österreich, 1699年12月8日 - 1757年11月17日）は、ポーランド王アウグスト3世（ザクセン選帝侯フリードリヒ・アウグスト2世）の妃。
ポーランド語名は、マリア・ユゼファ・ハブスブルザンカ（Maria Józefa Habsburżanka）。

## 生涯
神聖ローマ皇帝ヨーゼフ1世と皇后アマーリア・ヴィルヘルミーネの長女としてウィーンで生まれた。妹は皇帝カール7世（バイエルン選帝侯カール・アルブレヒト）の皇后マリア・アマーリエである。
父ヨーゼフ1世死後の1719年8月、ポーランド王アウグスト2世（ザクセン選帝侯フリードリヒ・アウグスト1世）の息子フリードリヒ・アウグストと結婚した。ポーランド継承戦争の後、夫はポーランド・リトアニア共和国の王位を継承した。アウグスト2世はハプスブルク家との縁組で、ザクセン選帝侯家の帝国内での地位の向上を期待していた。1740年のオーストリア継承戦争の際、アウグスト3世は妻の従妹であるマリア・テレジアの家督相続を支持しながらも妻の権利を主張してボヘミアに出兵したが、和平交渉の末に撤退した。その2年後、ザクセンはオーストリアと同盟した。
1757年、マリア・ヨーゼファはドレスデンで脳梗塞で亡くなった。

## 子女
夫との間に14子があり、そのうち11人が成人した。
- フリードリヒ・アウグスト（1720年 - 1721年）
- ヨーゼフ（1721年 - 1728年）
- フリードリヒ・クリスティアン（1722年 - 1763年） - ザクセン選帝侯
- マリア・アマリア（1724年 - 1760年） - スペイン王カルロス3世妃
- マリア・マルガレータ（1727年 - 1734年）
- マリア・アンナ・ゾフィア（1728年 - 1797年） - バイエルン選帝侯マクシミリアン3世妃
- フランツ・クサーヴァー（1730年 - 1806年） - ザクセン摂政（1763年 - 1768年）
- マリア・ヨーゼファ（1731年 - 1767年） - フランス王太子ルイ・フェルディナン妃
- カール・クリスティアン（1733年 - 1796年） - クールラント公
- マリア・クリスティーナ・アンナ（1735年 - 1782年） - ルミルモン僧院長
- マリア・エリーザベト・アポロニア（1736年 - 1818年）
- アルベルト・カジミール・アウグスト（1738年 - 1822年） - テシェン（チェシン）公
- クレメンス・ヴェンツェスラウス（1739年 - 1812年） - トリーア枢機卿
- マリア・クニグンデ・ドロテア（1740年 - 1826年） - トルン及びエッセン僧院長